# Johan Bernhard Berndes
Johan Bernhard Berndes, född 2 december 1792 i Stockholm, död där 9 september 1834 under en koleraepidemi, var en svensk protokollssekreterare i kammarexpeditionen och konstnär.
Han var son till Anton Ulrik Berndes och Anna Elisabeth Unfraum och från 1830 gift med Ulrika Renberg. Berndes studerade för Per Hilleström vid Konstakademien i Stockholm 1810-1811 samt för sin far. Inom mezzotintogravyrens område räknades han till de främsta i Sverige och han utförde ett flertal porträtt, landskapsbilder och bibliska motiv. Till hans bästa porträtt räknas de av kopparstickaren Christian Didrik Forssell och den franske dramaturgen Jean-François Ducis. Han medverkade i Konstakademiens utställningar 1815 och 1816 samt i Götiska förbundets utställning i Stockholm 1818. Berndes är representerad vid Kungliga Medicinalstyrelsens porträttsamling, Nationalmuseum och vid Kungliga biblioteket.